# Claude Lévi-Strauss
(Claude Lévi-Strauss)
Claude Lévi-Strauss [klod levi stʁos] (Bruxelles, 28 novembre 1908 – Parigi, 30 ottobre 2009) è stato un antropologo, etnologo e filosofo francese.
Antropologo, sociologo e etnologo, teorico dello strutturalismo, Lévi-Strauss occupa una posizione centrale nel pensiero contemporaneo. Lo strutturalismo lévi-straussiano – che ha scorto, e posto a base di ogni ulteriore riflessione, l'intrinseco carattere strutturale di ogni fenomeno sociale – ha permeato tutte le scienze sociali, la filosofia, la psicologia, la politica (il marxismo) e la storia.
I suoi contributi alla psicologia, provengono indirettamente dall'applicazione del metodo strutturalista – per il quale i fenomeni culturali vanno interpretati in riferimento a elementi universali e inconsci rappresentanti la struttura fondante d'ogni cultura – agli studi antropologici della cultura materiale, ponendo a base di ogni fenomeno psicologico l'ipotesi dell'esistenza di sottostanti strutture mentali inconsce, atemporali e universali. Fondamentali poi i suoi studi sulle popolazioni cosiddette “selvagge”, raccolti nelle sue due opere più note al grande pubblico, i classici Tristi tropici, Razza e storia e Il pensiero selvaggio, in cui Lévi-Strauss mette in discussione, partendo da un'analisi di fondo della nozione di cultura come sistema simbolico e semiotico, la presunta superiorità della cultura occidentale – e criticandone altresì la relativa nozione di etnocentrismo e il conseguente umanesimo – rispetto alle cosiddette mentalità primitive, a cui Lévi-Strauss conferisce logicità, pari dignità e rispetto (relativismo culturale).
Ha ricevuto diversi riconoscimenti per i suoi studi e le sue ricerche, fra cui il Premio Erasmo nel 1973, il premio Meister Eckhart nel 2003 e molte lauree honoris causa da diverse università straniere. È considerato uno dei padri fondatori dell'antropologia moderna, che si colloca, secondo Edmund Leach, sulla scia dell'opera di James Frazer e Franz Boas.

## Biografia e carriera
Nato a Bruxelles da genitori francofoni di religione ebraica, si trasferisce presto con la famiglia a Parigi, nel cui clima intellettuale ha luogo la sua formazione culturale. In particolare, la vitalità, lo spirito artistico e la sensibilità estetica di suo padre Raymond, pittore ritrattista tradizionale, segnano profondamente il figlio, stimolandone la curiosità, l'immaginazione ed animandolo di interessi artistici fra i più vari, la cui infanzia trascorre in un clima di allegra libertà e creatività, sebbene angustiata da problemi di ordine pratico.

### La formazione culturale e le prime esperienze in campo etnologico
Compie gli studi secondari al Lycée Janson de Sailly fino al conseguimento del baccalaureato, quindi l'hypokhâgne al Lycée Condorcet di Parigi, dove è allievo del filosofo André Cresson, che gli consiglia, per gli studi universitari, di iscriversi a legge, alla Sorbona di Parigi, ma poi passa a filosofia, conseguendo l'agrégation nel 1931, avendo conseguito sia il diploma in diritto che l'abilitazione all'insegnamento della filosofia. Tuttavia, non rimane particolarmente affascinato dalla filosofia, nonostante l'irrefrenabile desiderio di conoscenza ed erudizione che lo anima (frutto degli stimoli paterni) e che egli cerca di soddisfare immergendosi nella ricca e variegata atmosfera culturale parigina, leggendo di tutto, visitando mostre e musei, seguendo vari corsi universitari e frequentando assiduamente parecchie biblioteche. Inizia quindi a insegnare, per due anni, prima al Lycée Mont de Marsan nelle Landes, poi in quello di Laon.
Inizialmente attivo anche in politica (di idee socialiste), le sue posizioni filosofiche si dimostrano subito molto critiche nei confronti delle tendenze idealistiche e spiritualistiche della filosofia francese del periodo fra le due guerre, soprattutto perché egli riconosce esser presente in sé stesso un'esigenza di concretezza che lo porta verso direzioni completamente nuove. Fu quindi stimolato da Paul Nizan, amico di famiglia, ad orientarsi verso l'etnologia.
E così, dunque, scopre presto nelle scienze umane, in particolare nella sociologia di Émile Durkheim e nell'etnologia di Lucien Lévy-Bruhl, la possibilità di costruire un discorso innovatore sull'uomo. Decisivo fu, poi, per Lévi-Strauss l'incontro con Paul Rivet, che conobbe in occasione dell'esposizione di Jacques Soustelle al Museo Etnografico, e, di sfuggita, con Marcel Mauss del quale, anche se non fu suo diretto allievo, lo fu indirettamente tramite le sue opere, che esercitarono un peso determinante nella sua formazione sociologica ed antropologica. Egli rimase affascinato dal forte senso del concreto che scaturiva dall'insegnamento di Mauss e dal metodo che egli utilizza per spiegare e analizzare i riti e i miti primitivi.
Influenzato pure dall'esperienza surrealista e dalla psicoanalisi freudiana, accetta, nel 1935, l'offerta di andare ad insegnare sociologia all'Università di San Paolo in Brasile, dove rimarrà fino al 1938. Questa sarà l'occasione per conoscere un mondo completamente diverso da quello europeo ma soprattutto per entrare in contatto con le popolazioni indie del Brasile che diventeranno l'oggetto delle sue prime esperienze "sul campo", quindi delle prime ricerche etnologiche e dei successivi studi antropologici.
Il suo esordio "sul campo" ha luogo gradualmente, compiendo brevi ma ripetute visite presso le popolazioni autoctone dell'interno del paese. A cavallo tra il 1935 e il 1936, organizza una prima spedizione a Sud (all'incirca, sopra il Mato Grosso do Sul), della durata di qualche mese, tra i Bororo e i Caduveo, quindi, tra il giugno e il dicembre del 1938, una seconda ed ultima missione risalendo, lungo i bordi del bacino del Rio delle Amazzoni, verso Nordovest della foresta amazzonica, all'incirca nella regione del Mato Grosso, dove incontrerà i Tupi-Kawahib e i Nambikwara, "i veri selvaggi", cioè le popolazioni più indigene, ovvero meno acculturate (secondo una prospettiva etnocentrica occidentale, che lo stesso Lévi-Strauss criticherà) e, quindi, più interessanti dal punto di vista etnologico.
Dagli scritti dell'antropologo pubblicati in Brasile tra il 1935 e il 1942 è tratto il libro Les Plus Vastes Horizons du Monde, del 2024, dove vengono analizzati i cinque film girati e messi a disposizione dall'Editore in rete. Su Cahiers du cinéma Ariel Schweitzer parla di bellezza e di forza poetica dell'opera cinematografica che porta lo stesso titolo del libro, come a smentire, positivamente, quanto detto dallo stesso Levi-Strauss in un'intervista a Véronique Mortaigne nel 2005, dove dichiarava di non amare l'uso della macchina da presa in quanto avendo l'occhio dietro a un obbiettivo non ci si rende conto di cosa stia succedendo e che, dopo tutto, i film etnografici lo annoiavano.

### Il ritorno in Francia e la fuga negli Stati Uniti
Tornato in Francia nel 1939, viene mobilitato dallo scoppio della seconda guerra mondiale ma già nel 1941, subito dopo l'armistizio, a causa delle persecuzioni contro gli ebrei, è costretto a fuggire, riuscendo ad imbarcarsi per gli Stati Uniti.
A New York, inizia a insegnare presso la New School for Social Research, e, subito dopo, sarà uno dei fondatori, assieme ad altri intellettuali francesi emigrati (fra cui Henri Focillon, Jacques Maritain ed altri), dell'École Libre des Hautes Études, una sorta di "università popolare" con docenti accademici francesi esuli a New York.
Il periodo newyorkese si rivela presto molto importante per l'evoluzione del suo pensiero. Qui, infatti, egli conosce alcuni esponenti della scuola di Franz Boas, come Alfred Kroeber ed il culturologo Leslie White, nonché il linguista Roman Jakobson, autore, assieme a Nikolaj Sergeevič Trubeckoj, di un fondamentale studio sui sistemi di combinazione dei fonemi propri delle diverse lingue. Ma soprattutto Jakobson gli sarà d'aiuto per mettere a punto il suo metodo di indagine strutturalista, che sfocerà poi nella creazione dell'antropologia strutturale la quale si basa sul principio per cui i fenomeni socio-culturali sono funzione delle strutture inconsce che ad essi sottostanno, principio, questo, che è il risultato dell'osservazione di popolazioni tribali e dello studio strutturale dei loro miti e rituali, i cui elementi fondanti, come i fonemi di una lingua, danno origine, per trasformazioni binarie opposizionali, alla varietà storica delle culture, l'insieme di questi elementi costituendo quella "struttura" inconscia (invariante) che sta a fondamento comune di ogni istituzione sociale.
È del 1945 l'articolo L'Analyse Structurale en Linguistique et en Anthropologie, che ufficialmente segna la nascita dell'indagine strutturalista lévi-straussiana in antropologia, e dove, tra l'altro, Lévi-Strauss elabora la nozione di atomo di parentela, la prima di quella disciplina che sarà l'antropologia strutturale, ovverosia quella "struttura" (avuncolare) irriducibile di parentela più semplice che si possa concepire, in quanto essa racchiude in sé i tre tipi minimi fondamentali di relazioni familiari sempre presenti in ogni forma nucleare di aggregazione sociale umana, ovverosia la relazione di consanguineità, la relazione di parentela acquisita, la relazione di filiazione.
Negli Stati Uniti, Lévi-Strauss stringe pure amicizia con Franz Boas, uno dei fondatori dell'antropologia americana, disciplina che insegna alla Columbia University di New York, la cui opera svolgerà un ruolo di primo piano nella formazione di Lévi-Strauss. Nel 1948, torna a Parigi e, in quell'anno, consegue il dottorato alla Sorbona (cercando dei relatori esterni disponibili) con una tesi complementare ed una principale, come era tradizione in Francia, rispettivamente dal titolo La vie familiale et sociale des Indiens Nambikwara ("La famiglia e la vita sociale degli Indiani Nambikwara") e Les structures élementaires de la parenté ("Le strutture elementari della parentela"), quest'ultima già completa nel 1947 e che servì da base per i corsi newyorkesi che Lévi-Strauss teneva.

### L'apogeo scientifico e la fama internazionale
(Incipit di Tristi tropici)
Les structures élementaires de la parenté sono pubblicate l'anno seguente, nel 1949, e l'opera è subito riconosciuta, ma solo entro la cerchia degli specialisti, come uno degli studi antropologici più importanti ed innovativi sui rapporti di parentela fino a quel momento effettuati, frutto di un'analisi formale sistematica dell'organizzazione familiare dei popoli e basato sull'esame dei sistemi (algebrici) di relazioni intercorrenti tra i suoi vari componenti, nonché delle trasformazioni a cui questi sistemi sono soggetti (nello spazio – cioè da un gruppo sociale ad un altro – e nel tempo) le quali, a loro volta, individueranno quelle sottostanti strutture universali (inconsce).
Mentre, soprattutto tra gli antropologi anglofoni, si sosteneva che la parentela è fondamentalmente basata sulla discendenza unilineare e che i gruppi di discendenza unilineare rappresentano la base dell'organizzazione socio-economica (teoria della discendenza), Lévi-Strauss sostiene invece che la parentela è basata su quell'alleanza (teoria dell'alleanza) tra due famiglie che viene a instaurarsi, per via del principio di proibizione dell'incesto, quando una donna, proveniente da un dato gruppo sociale, sposa un uomo appartenente ad un altro gruppo sociale. In questi termini, Lévi-Strauss introduce la nozione antropologica basilare di scambio, quale fondamento di ogni possibile legame sociale, che sussume quella economica.
Tra gli anni '40 e '50, Lévi-Strauss continua a pubblicare, ottenendo sempre maggior successo. Al suo ritorno in Francia, nel 1947, lavora dapprima come ricercatore al CNRS, è poi vice-direttore prima al Muséum National d'Histoire Naturelle poi al Musée de l'Homme, quindi, dal 1950, insegna all'École Pratique des Hautes Études, presso la V sezione "Sciences religieuses" alla cattedra intitolata "Religions des peuples non-civilisés" (“Religioni dei popoli non civilizzati”), precedentemente occupata da Marcel Mauss e poi rinominata, da Lévi-Strauss, "Religions comparées des peuples sans écriture" ("Religioni comparate dei popoli senza scrittura"), succedendo a Maurice Leenhardt.
Nel 1952, pubblica, su commissione dell'UNESCO, un rapporto sul razzismo intitolato Race et Histoire, che verrà pubblicato in volume nel 1967. Nel 1953, a Parigi, Talcott Parsons, che Lévi-Strauss aveva conosciuto di sfuggita negli Stati Uniti, durante una conferenza tenuta all'Università di Harvard quand'era consigliere culturale per l'Ambasciata Francese nel 1944, lo mette al corrente che l'Università di Harvard, sotto proposta di Clyde Kluckhohn, aveva già predisposto una cattedra appositamente per lui come “full professor”, e gli propone di sottoscrivere un contratto d'incarico già pronto. Lévi-Strauss rinunciò, così come aveva fatto precedentemente su analoghe proposte d'incarico offertegli da Kurt Lewin e Alfred Kroeber.
Già conosciuto negli ambienti accademici francesi (con cui Lévi-Strauss non ha mai avuto un buon rapporto), nel 1955, con la pubblicazione di Tristes tropiques, raggiunge un pubblico ancora più vasto. Tristi tropici è essenzialmente un diario di viaggio nel quale egli annota tutte le sue impressioni, frammiste a una serie di geniali considerazioni ed intuizioni sul mondo primitivo amazzonico, che risalgono al lavoro sul campo svolto nel periodo brasiliano 1935-39. In quest'opera unica, che è al contempo un romanzo, un libro d'avventure, un ricco resoconto etnografico, un saggio critico e altro ancora, sono descritti, con una prosa scorrevole e affascinante, i viaggi compiuti da Lévi-Strauss, dal Brasile al Pakistan (in cui si recò nel 1949 sotto incarico dell'UNESCO), assieme a riflessioni critiche profonde sul senso della civiltà umana e sul suo destino, nonché sul significato del lavoro etnografico.
Tutti questi diversi piani di lettura, guidata quindi da differenti prospettive, fanno di Tristi tropici un capolavoro assoluto che cambiò i destini dell'antropologia. Presa in considerazione dal comitato organizzatore del Premio Goncourt, l'Accadémie Goncourt si rammaricò sinceramente, con un comunicato ufficiale, di non aver potuto premiare Tristes Tropiques perché, secondo i membri del comitato, non era un romanzo. Per Lévi-Strauss, l'opera era la sintesi di quanto aveva fatto fino a quel momento, tutto ciò in cui credeva o a cui pensava, oltreché il rammemorare a sé stesso le sue passate esperienze con le popolazioni autoctone del Brasile, i rischi occorsi al contatto con queste, le emozioni provate nell'entrare nella loro vita quotidiana, nonché essere partecipe diretto del contatto più intimo fra uomo e natura, che le società occidentali oramai misconoscono.
Nel 1959, grazie soprattutto all'interessamento di Maurice Merleau-Ponty, diventa titolare della cattedra di Antropologia sociale al prestigioso Collège de France, che terrà fino al 1989, anno del suo pensionamento. Non molto tempo dopo, pubblica Anthropologie structurale, frutto di una sistematica riorganizzazione di suoi precedenti saggi ed altri scritti composti dopo il 1945, opera che segna ufficialmente la nascita dell'antropologia strutturale.
Nel 1960, crea il Laboratoire d'anthropologie sociale (LAS), dipendente, allo stesso tempo, dal CNRS, dal Collége de France e dall'École des Hautes Études en Sciences Sociales, mentre, nel 1961, fonda, con Émile Benveniste, Pierre Gourou e Jean Pouillon, una nuova rivista, L'Homme, dedicata a studi e ricerche di antropologia culturale e sociale, l'organo ufficiale dell'etnologia francese, nelle intenzioni di Lévi-Strauss.
Nel 1962, Lévi-Strauss è costretto a cambiare gli argomenti delle lezioni che tiene all'École des Hautes Études en Sciences Sociales – dove era nel frattempo confluita anche la V Sezione di "Sciences religieuses" – e fino a quel momento incentrati sulle regole matrimoniali e sui sistemi di parentela. Scrive quindi Le Totémisme aujourd'hui e, subito dopo, Le Pensée Sauvage, i quali segnarono un punto di svolta nel pensiero e nella ricerca di Lévi-Strauss, inaugurando un nuovo periodo della sua carriera, il più lungo, quello dedicato alle rappresentazioni religiose, preludio alle successive Mythologiques.
Ne Le Pensée Sauvage, Lévi-Strauss mette in chiaro quale intimo e recondito legame indissolubile sussista fra le società occidentali e quelle che questa reputa come "primitive" o "selvagge", da individuare in quelle strutture mentali universali ed atemporali che sottostanno alla formazione di quelle pressoché identiche disposizioni psico-cognitive con cui le diverse società elaborano i propri miti, praticano i propri rituali, realizzano il necessario radicamento territoriale e presiedono alla istituzione di quella complessa organizzazione sociale dei propri componenti sorta dall'ineludibile esigenza vitale di imporre quell'indispensabile ordine al fluire indistinto e caotico del reale.

"Il triangolo culinario" di Lévi-Strauss. Diagramma di analisi strutturale nella preparazione dei cibi. Adattato da Le Cru et le cuit

Ormai avviato verso la fama internazionale, Lévi-Strauss è ora impegnato, dalla seconda metà degli anni sessanta fino ai primi anni settanta, alla realizzazione di un ampio ed ambizioso progetto, concretizzato nei quattro volumi di un'importante opera collettiva dal titolo Mythologiques. In essa, tra i tanti risultati conseguiti, si analizza formalmente un singolo mito seguendone le sue variazioni, o trasformazioni, da un gruppo sociale (inteso formalmente come "sistema") ad un altro, dall'estremità del Sud America, attraverso l'America centrale e Settentrionale, fino al Circolo Artico, esaminando quindi, con una metodologia tipicamente strutturalista, gli invarianti formali delle trasformazioni cui sottostanno tali sistemi, pervenendo così alla rilevazione della struttura mitica sottostante le suddette trasformazioni cui sono soggetti questi sistemi, a prescindere dai contenuti, storicamente determinati, di quest'ultimi.
Nel 1971, Lévi-Strauss completa l'ultimo volume delle Mythologique, concludendo un lungo e duro lavoro iniziato nel 1950, e, nel 1973, viene finalmente e meritatamente ammesso all'elitaria Académie Française, il più grande riconoscimento per un intellettuale francese. Già membro dell'American Academy of Arts and Letters, nel 1973 riceve l'Erasmus Prize, nel 1986 il Premio Nonino, nel 2003 il Meister Eckhart Prize per la filosofia, nonché la laurea ad honorem, fra le tante, dalle università di Oxford, quella di Harvard e la Columbia University. Premiato della Grand-croix de la Légion d'honneur, ha ricevuto pure la nomina al merito di Commandeur de l'Ordre National du Mérite e di Commandeur des Arts et des Lettres.
Anche dopo il pensionamento, egli non ha mai smesso di scrivere e pubblicare lavori di ricerca, studi e riflessioni varie sull'arte, sulla musica, sulla poesia, sulla società contemporanea, con accenti, su quest'ultima, alquanto pessimistici. Quando intervistato, spesso faceva riferimento a fatti, avvenimenti e circostanze della sua lunga, ricca ed operosa vita umana e scientifica.
Muore a Parigi, venerdì 30 ottobre 2009, all'età di quasi 101 anni.
È stato uno dei massimi pensatori del XX secolo. La sua immensa opera fa parte della grande eredità intellettuale del Novecento.
Egli ha avuto un legame particolare con l'Italia, la prima nazione che ha sempre mostrato una grande attenzione ed una indefessa sollecitudine, come nessun altro paese, verso Lévi-Strauss, le sue opere, il suo lavoro.

## Il pensiero

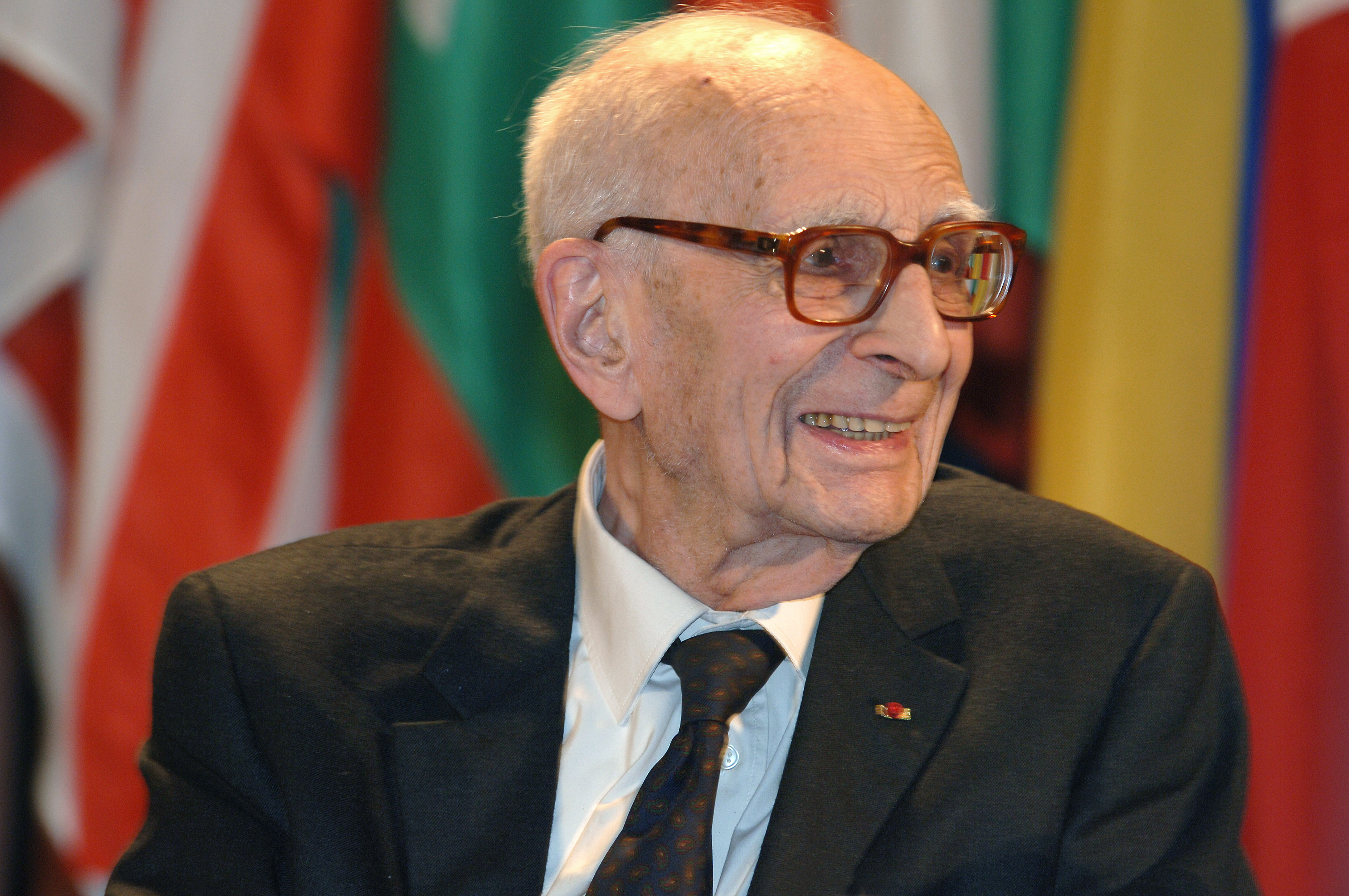
Lévi-Strauss nel 2005

Lévi-Strauss cercò di applicare la linguistica strutturale di Ferdinand de Saussure all'antropologia. I suoi studi riguardano, fra gli altri, la famiglia e il mito.
Levi-strauss connettendo cognitivismo e antropologia arricchisce il tema dell'anti-etnocentrismo e del relativismo dell'antropologia. Attraverso la ricerca di strutture logiche comuni a tutte le culture, di costanti comuni che poi si manifestano in molteplici forme di concettualizzazione umana, comprensibili solo nel contesto etnografico di riferimento, riconosce il carattere di sistematicità e razionalità del modo di vivere e pensare dei popoli tribali.
Lévi-Strauss era ateo.

### Proibizione dell'incesto
Secondo Lévi-Strauss tutte le culture pongono un divieto al desiderio incestuoso e pertanto il divieto dell'incesto si configura come una legge universale. Il tabù dell'incesto è, in pratica, la proibizione dell'endogamia, il cui effetto, quindi, è l'incoraggiamento dell'esogamia. Grazie a quest'ultima, la famiglia è in grado di stabilire relazioni esterne che rafforzano la solidarietà sociale. Lévi-Strauss espresse ampiamente questa teoria dell'alleanza matrimoniale nel suo Le strutture elementari della parentela (1949). La proibizione dell'incesto è la costante universale che segna il passaggio dal puro stato di natura a una società umana seppure minimamente organizzata.
In talune società antiche l'incesto era comunque spesso consuetudine nelle famiglie che detenevano il potere, con l'evidente finalità dell'autoconservazione dello stesso: esempi giunti fino a noi sono quelli dei faraoni egizi.

### Relativismo culturale
(Claude Lévi-Strauss, Razza e storia)
Lévi-Strauss aderisce ad una forma di relativismo culturale sulla scia di Franz Boas, Melville Jean Herskovits e Margaret Mead: ogni società è unica e diversa da tutte le altre, mentre i costumi hanno sempre una giustificazione nel loro contesto specifico. Il relativismo culturale porta avanti la convinzione per cui ogni cultura ha una valenza incommensurabile rispetto alle altre, ed ha quindi valore di per sé stessa e non per una sua valenza teorica o pratica, per questo è barbaro non solo chi pare avere una civiltà meno sviluppata, ma anche chi crede che "esista la barbarie". Alcuni filosofi inglesi fecero notare che:
avendo Levi-Strauss stesso definito un tipo di barbaro (quello che crede nella barbarie) e, quindi, ritenendo che esista la barbarie (che è una qualità di chi crede che questa esista), 
è da considerare Levi-Strauss stesso il primo barbaro secondo la sua stessa definizione.
I vari gruppi etnici dispongono quindi di diverse culture e tutte hanno valenza in quanto tali. Il ruolo dell'antropologo viene di conseguenza ristretto all'analisi e alla conoscenza profonda di tali espressioni culturali da un punto di vista emico, mentre ogni valutazione di valore viene messa al bando come espressione di etnocentrismo, ovvero del punto di vista opposto rispetto al relativismo.

### Critiche
Notevoli critiche, a cui sono sempre corrisposte puntuali controrepliche di difesa, sono state mosse alle idee di Lévi-Strauss, specialmente a partire dal Sessantotto californiano, quando furono totalmente rigettate sia dai teorici delle minoranze afroamericane (Angela Davis, Stokely Carmichael, Huey Newton) sia dal gotha dei sociologi ed antropologi statunitensi (tra cui Herbert Marcuse e Desmond Morris), principalmente per i concetti antropologici, ma esse furono criticate anche da studiosi marxisti e da alcuni neohegelisti quali Francis Fukuyama.
Per Edward Said e i suoi allievi, Lévi-Strauss resta, involontariamente e inconsciamente, un etnocentrico europeo, in quanto assume per forza di cose l'atteggiamento dello studioso bianco, nonostante dica apertamente il contrario, ossia che tutte le culture hanno pari dignità.
I critici religiosi gli rimproverano il suo pessimismo anti-antropocentrico, anti-umanistico e al contempo irreligioso e materialistico, con cui affronta la storia umana; relativizzando le culture si rischierebbe di relativizzare la morale (sebbene l'antropologo abbia sempre affermato che vadano rispettati usi e costumi ma nel luogo di origine) in senso nietzschano e sminuire il ruolo umano:
(Tristi tropici)
I principali appunti tecnici antropologici mossi al filosofo originario del Belgio furono invece:
- l'assoluta ignoranza dei caratteri evoluzionistici riscontrati nell'Uomo, specie riguardo alla fase in cui la "scimmia umana" divenne carnivora;
- l'arbitrarietà del "punto zero", ovvero la "tribù felice" anziché l'uomo civilizzato, che riflette l'influenza romantica di Jean-Jacques Rousseau con il mito settecentesco del "buon selvaggio";
- l'assenza di dati e statistiche scientifiche a supporto.

Riflettendo sul «difficile incontro» tra antropologia e storia, Giuseppe Galasso "ha preso in esame le oscillazioni e le incertezze che caratterizzano la posizione assunta da Claude Lévi-Strauss. Galasso ha posto in luce la forte divaricazione degli interessi dello studioso francese tra un’analisi attenta alla ricerca di elementi invariabili e una valorizzazione del momento storico, per poi problematizzare l’assunto che vuole
l’antropologia essenzialmente volta allo studio di popoli, civiltà e culture distanti da noi nello spazio e nel tempo (le cosiddette società «primitive», «elementari», «selvagge»).
Il filosofo ebreo credente Emmanuel Lévinas si oppose anche lui a Lévi-Strauss, definendo Tristi tropici, a causa del relativismo etico-culturale tipico dell'autore, come «il libro più ateo scritto ai nostri giorni, il libro assolutamente disorientato e più disorientante», attaccando il relativismo dell'antropologo come una forma di "ateismo e indifferentismo assoluto".
La concezione relativistica di Lévi-Strauss è stata fatta propria da alcuni movimenti del terzomondismo e per la decolonizzazione.
Il giornalista e scrittore italiano Massimo Fini ha riconosciuto l'influenza dell'antropologo sulla sua visione del mondo.

## Opere

### Monografie
- La Vie familiale et sociale des Indiens Nambikwara (1948) > La vita familiare e sociale degli indiani Nambikwara, trad. di Paolo Caruso, Einaudi, Torino, 1970.
- Les Structures élémentaires de la parenté (1949, 1968) > Le strutture elementari della parentela, trad. di Alberto Mario Cirese e Liliana Serafini, Feltrinelli, Milano, 1972.
- Race et Histoire (1952) > Razza e storia e altri studi antropologici. Le regole che condizionano il pensiero e la vita dell'uomo, trad. e cura di Paolo Caruso, Einaudi, Torino, 1967, 1986, (ristampa, 1997).
- Tristes tropiques (1955) > Tristi tropici, trad. di Bianca Garufi, Il Saggiatore, Milano, 1960.
- Anthropologie structurale (1958) > Antropologia strutturale, trad. di Paolo Caruso, Il Saggiatore, Milano, 1966 (ristampa, 2015).
- Entretiens avec Lévi-Strauss par Georges Charbonnier (1961) > Primitivi e civilizzati. Conversazioni con Georges Charbonnier, trad. di Sergio Pautasso e Bianca Garufi, Silva Editore, Parma, 1966 (trad. di Alfredo Cattabiani e Anna Rosso Cattabiani, Rusconi Editore, Milano, 1970).
- Le totémisme aujourd'hui (1962) > Il totemismo oggi, trad. di Danilo Montaldi, Feltrinelli, Milano, 1964.
- La Pensée sauvage (1962) > Il pensiero selvaggio, trad. di Paolo Caruso, Il Saggiatore, Milano, 1964.
- Mythologiques I. Le cru et le cuit (1964) > Mitologica I. Il crudo e il cotto, trad. di Andrea Bonomi, Il Saggiatore, Milano, 1966.
- Mythologiques II. Du miel aux cendres (1967) > Mitologica II. Dal miele alle ceneri, trad. di Andrea Bonomi, Il Saggiatore, Milano, 1970.
- Mythologiques III. L'origine des manières de table (1968) > Mitologica III. Le origini delle buone maniere a tavola, trad. di Enzo Lucarelli, Il Saggiatore, Milano, 1971.
- Mythologiques IV. L'homme nu (1971) > Mitologica IV. L'uomo nudo, trad. di Enzo Lucarelli, Il Saggiatore, Milano, 1974.
- Anthropologie structurale II (1972) > Antropologia strutturale II, trad. di Sergio Moravia, Il Saggiatore, Milano, 1978.
- Strutturalismo del mito e del totemismo, a cura di E. Leach, Newton Compton Editori, Roma, 1975.
- La Voie des masques (1977; 1979) > La via delle maschere, trad. di Primo Levi, Einaudi, Torino, 1985.
- Myth and Meaning (1978) > Mito e Significato. Cinque conversazioni radiofoniche, Introduzione di Cesare Segre, Il Saggiatore, Milano, 1980 (ristampa, 2016).
- Le regard éloigné (1983) > Lo sguardo da lontano. Antropologia, cultura, scienza a raffronto, trad. di Primo Levi, Collana Paperbacks n.154, Einaudi, Torino, 1984; ristampa: Il Saggiatore, Milano, 2010.
- Paroles données (1984) > Parole date. Le lezioni al Collège de France e all'École pratique des hautes études (1951-1982), trad. G. Mongelli, Collana Paperbacks n.221, Einaudi, Torino, 1992.
- La Potière jalouse (1985) > La vasaia gelosa. Il pensiero mitico nelle due Americhe, trad. di Giuseppe Mongelli, Collana Paperbacks n.179, Einaudi, Torino, 1987.
- De près et de loin. Entretiens avec Didier Eribon (1988) > Da vicino e da lontano. Discutendo con Claude Lévi-Strauss, trad. di Massimo Cellerino, Rizzoli, Milano, 1988.
- Histoire de lynx (1991) > Storia di Lince. Il mito dei gemelli e le radici etiche del dualismo amerindiano, trad. S. Atzeni, Collana Paperbacks n.241, Einaudi, Torino, 1993.
- Regarder, écouter, lire (1993) > Guardare, ascoltare, leggere, trad. di Francesco Maiello, Il Saggiatore, Milano, 1994.
- Saudades do Brasil (1994) > Saudades do Brasil. Immagini dai Tristi Tropici, trad. G. Felici, Collana Saggi n.111, NET, 2003
- Le Père Noël supplicié (1994) > Babbo Natale giustiziato, Introduzione di Ignazio Buttitta, trad. di Clara Caruso, Sellerio, Palermo, 1995.
- Loin du Brésil. Entretiens avec Véronique Mortaigne (2005).
- Tropici più tristi, trad. di M. Pace Ottieri, Edizioni Nottetempo, Roma, 2005.
- Lezioni giapponesi. Tre riflessioni su antropologia e modernità, a cura di Lorenzo Scillitani, Prefazione di Salvatore Abbruzzese, Rubbettino Editore, Soveria Mannelli (CZ), 2010.
- L'altra faccia della luna. Scritti sul Giappone (L'autre face de la lune. Écrits sur le Japon, 2011), Collana PasSaggi n.20, Milano, Bompiani, 2015, ISBN 978-88-452-8069-6..
- La linguistica e la scienza dell'uomo. Mito e significato (con R. Jakobson), Il Saggiatore, Milano, 2011.
- Siamo tutti cannibali (Nous sommes tous des cannibales, 2013), Collana Intersezioni n.441, Bologna, Il Mulino, 2015, ISBN 978-88-15-25737-6. [il volume raccoglie i testi pubblicati su «La Repubblica» dal 1989 al 2000].
- La sociologia francese, Mimesis Edizioni, Milano, 2014.
- Dentro il pensiero selvaggio. L'antropologo e i filosofi (con M. Hénaff), Medusa Edizioni, Milano, 2013.
- De Montaigne à Montaigne (avec Emmanuel Désveaux), Éditions de l'EHESS, Paris, 2016.
- L'antropologia di fronte ai problemi del mondo moderno, Bompiani, Milano, 2017.
- “Chers Toux Deux”. Lettres à ses parentes (1931-1942) (2015) > Lettere ai genitori (1931-1942), Il Saggiatore, Milano, 2018.
- Anthropologie structurale zéro (2019) > Antropologia strutturale zero, Il Saggiatore, Milano, 2022.

### Articoli principali
- 1944, “The Social and Psychological Aspects of Chieftainship in a Primitive Tribe: The Nambikuara of Northwestern Mato Grosso", Transactions of the New York Academy of Science, 7: 16-32.
- 1944/45, “Le dédoublement de la représentation dans les arts de l'Asie et de l'Amérique”, Renaissance, II-III, pp. 169–186) poi in LÉVI-STRAUSS 1958b (trad. it. "Lo sdoppiarsi della rappresentazione nelle arti dell'Asia e dell'America" in trad. it. di 1958a: 275-300).
- 1945a, “French Sociology”, in Georges Gurvitch-Moore (a c. di), 1945: 503-537. (trad. it "La sociologia francese", a cura di F. Denunzio, Mimesis, Milano, 2013)
- 1945b, “L'œuvre d'Edward Westermarck", RHR, 129: 84-100.
- 1948, "Compte rendu de Sun Chief, the Autobiography of a Hopi Indian, par L. Simmons”, Année sociologique, Troisième série, I, 1940-1949 (pubblicato nel 1945 in Social Research, 10).
- 1950, “Introduction à l'œuvre de Marcel Mauss“ in MAUSS, 1950: IX-LII (trad. it. Einaudi, 1965).
- 1952ª Race et histoire, Parigi: Unesco; edizione riveduta in LÉVI-STRAUSS 1973: 377-422.
- 1952b, “Les Structures sociales dans le Brésil central et oriental”, Proceedings of the 29th Congress of Americanists, Chicago: University of Chicago Press; ora in LÉVI-STRAUSS 1958ª: 133-145 (trad. it. “Le strutture sociali nel Brasile centrale e orientale” in trad. it. di 1958ª: 140-152).
- 1956a “The Family” /???/in SHAPIRO (a c. di), 1956; trad. francese in Annales de l'Université d'Abidjan, série F-3, fasc. 3, 1971: 5-29, ora in nuova versione in 1983a: 65-92 .
- 1956b, “Les Organisations dualistes existent-elles?” Bijdragen tot de Taal-, Land- en Volkenkunde, 112, 2: 99-128 poi in LÉVI-STRAUSS 1958a. (trad. it "Esistono le organizzazioni dualiste” in trad. it. di 1958a: 153-185).
- 1958, “La Geste d'Asdival”, Annuaire 1958-59, Parigi: École Pratique des Hautes Études, pp. 3–43; ora in Lévi-Strauss, 1973: 175-234 (trad. it. “Le gesta di Asdiwal” in trad. it. di 1973: 187-235).
- 1960, “Ce que l'ethnologie doit à Durkheim”, Annales de l'Université de Paris: I: 45-50; ora in 1973a: 57-62).
- 1964, “In Memoriam Alfred Métraux”, L'Homme, IV, 2: 5-19.
- 1966, “Anthropology: Its Achievement and Future”, CA, 7 (2): 124-127.
- 1979, « La famille » , in BELLOUR R. et CLEMENT C. (a c. di), Claude Lévi-Strauss. Textes de et sur Claude Lévi-Strauss, Parigi: Gallimard, pp. 93–131.
- 1980 (1950), « Introduction à l'œuvre de Marcel Mauss », in MAUSS M., Sociologie et anthropologie, Parigi: PUF: IX-LI.
- 1983b, “Histoire et ethnologie", AESC, XXXVIII, (6): 1217-1231.

### Opere collettive
- L'identité. Séminaire interdisciplinaire dirigé par Claude Lévi-Strauss, professeur au Collège de France, 1974-1975, Parigi: Grasset, 1977 (trad. it. L'identità. Seminario diretto da Claude Lévi-Strauss, Palermo, Sellerio, 1980).
- LÉVI-STRAUSS Claude – Didier ERIBON (in collaborazione con), De près et de loin, Parigi: Odile Jacob, 1988 (trad. it. Da vicino e da lontano. Discutendo con Claude Lévi-Strauss, Milano: Rizzoli, 1988).